# Martin Kragh

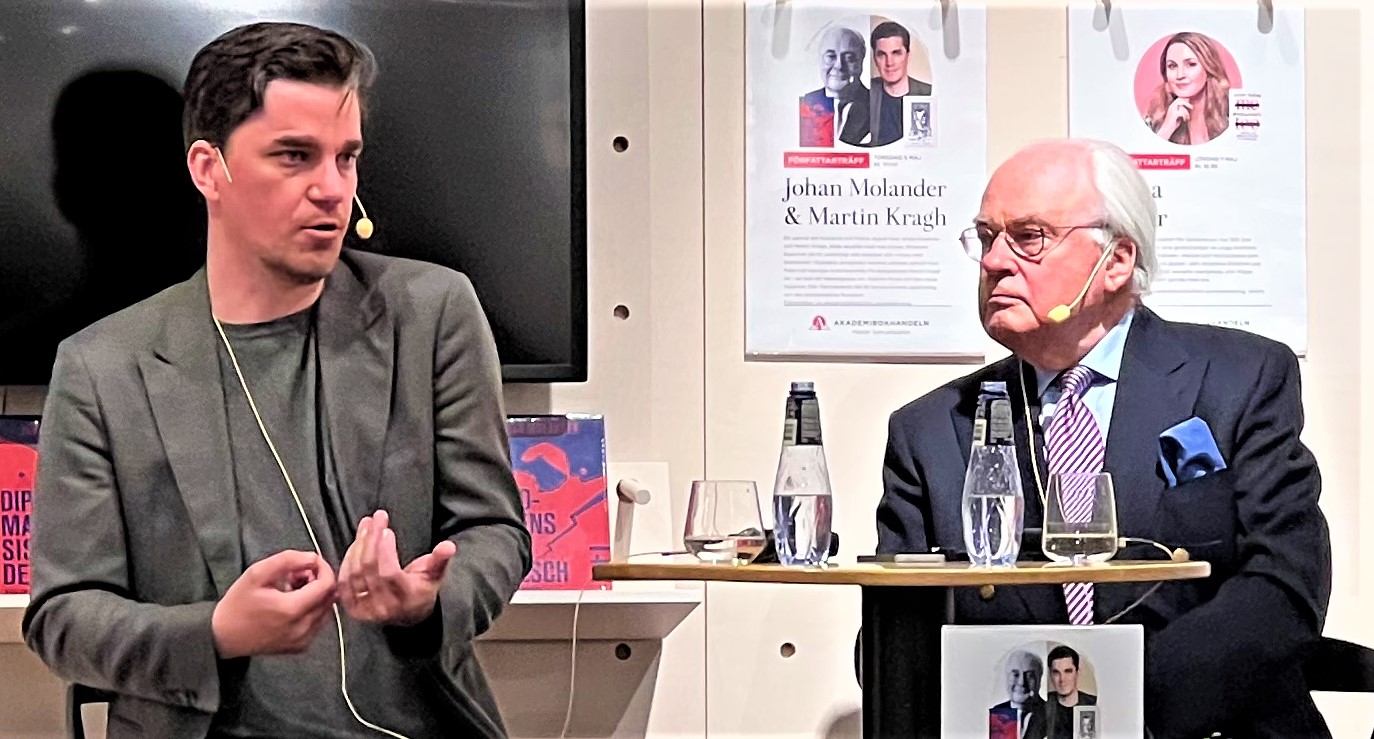
Martin Kragh och Johan Molander möter sina läsare i Akademibokhandeln i Stockholm i maj 2022.

Martin Börje Kragh, född 9 augusti 1980, är en svensk forskare med inriktning på rysk och östeuropeisk ekonomi, politik och historia. Han är biträdande chef för Centrum för Östeuropastudier vid Utrikespolitiska institutet och docent vid Institutet för Rysslands- och Eurasienstudier vid Uppsala universitet.

## Biografi
Martin Kragh blev 2009 ekonomie doktor i ekonomisk historia vid Handelshögskolan i Stockholm med en avhandling om arbetsmarknaden i Sovjetunionen från 1940- till 1960-talet. Han blev 2016 docent vid Institutet för Rysslands- och Eurasienstudier vid Uppsala universitet. Han sitter i styrelsen för Sverker Åströms stiftelse för främjandet av de svensk-ryska relationerna, i insynsrådet för Svenska Institutet, och satt 2012–2016 i styrelsen för den svenska avdelningen av Transparency International. Han var chef för Rysslands- och Eurasienprogrammet vid Utrikespolitiska institutet sedan 2015, och är sedan 2021 biträdande chef för institutets Centrum för Östeuropastudier.
Kragh skriver regelbundet för Svenska Dagbladets kultursida sedan 2013, främst så kallade understreckare. Han skriver även för Nationalencyklopedin. Kragh har av andra forskare och journalister beskrivits som "en av landets främsta Rysslandskännare" och som "en av de främsta och mest trovärdiga analytikerna i Sverige i dag av den politiska och ekonomiska utvecklingen i Ryssland."
Kraghs vetenskapliga publicering har (2025) enligt Google Scholar närmare 600 citeringar och ett h-index på 12.

### Media
Kragh citeras återkommande i svenska medier i frågor om Ryssland, Östeuropa och säkerhetspolitik, som SVT Agenda, Studio Ett i Sveriges Radio P1, Dagens Nyheter och TT. Han har profilerats av bland andra Dagens Nyheter, UNT och tidskriften Fokus, samt av den finska YLE-journalisten Jessikka Aro i boken "Putinin Trollit". Internationellt har han citerats i exempelvis New York Times, The Economist, Financial Times, Wall Street Journal, Hufvudstadsbladet och YLE.

### Böcker
År 2017, i anslutning till att ett sekel förflutit sedan revolutionen 1917, gav Kragh ut essän Den ryska revolutionens långa ekon. Där beskrivs idén om en rysk stormakt, där rysk historia ska utgöra en källa till nationell stolthet och patriotism, där segern i andra världskriget, kärnvapen och satelliter och framgångar inom idrott och vetenskap ska bekräfta Rysslands anspråk på att vara en respekterad och vid behov fruktad stormakt. I detta ljus framstår 1917 som ett obekvämt år i rysk historia, och de sju årtiondena med ett narrativ om det kommunistiska partiet som ledande och vetenskaplig kraft som verklighetsfrånvänt. Under Putin har istället en anakronistisk syntes baserad på idén om total kontinuitet från den tsarryska till den sovjetiska och slutligen den postkommunistiska epoken kommit att etableras. Rysk historia har blivit ett alltför centralt ämne för att lämnas åt oberoende akademiker att beforska och kommunicera med allmänheten.
I mars 2022 gav Kragh ut boken Det fallna imperiet, i allt väsentligt skriven före Rysslands invasion av Ukraina den 24 februari 2022. Kragh skriver bland annat "Historien är aldrig en serie av oundvikligheter", och visar hur aktiva val och beslut uppstår ur tidigare val och beslut, och beskriver en kontinuitet i den ryska utrikespolitiken med en strävan efter erkänsla som stormakt. Rysslands historia är inte ödesbestämd, utan gång på gång har landet vikit av från demokratins och samarbetets väg och valt diktatur och våld. Boken beskrivs som "ovärderlig som en första ingång till den tankevärld som ligger bakom de ryska ledarnas beslut om att angripa Ukraina".
Det fallna imperiet var 2022 års bäst säljande fackbok.

### Konflikten 2017 med Aftonbladet Kultur
I en uppmärksammad forskningsartikel författad av Kragh och Sebastian Åsberg – Russia’s strategy for influence through public diplomacy and active measures: the Swedish case – publicerad i januari 2017, beskrivs hur nyhetssajten Sputnik med stöd i förfalskade dokument bidrog till spridning av desinformation i Sverige, bland annat genom återpubliceringar i svenska medier, däribland Aftonbladet och Dagens Nyheter.
I artikeln granskas ryska påverkansoperationer mot Sverige, men diskussionen kom att handla om rapportens påstående att Aftonbladets kultursida skulle sprida ett ryskt narrativ. Rapporten pekar här framförallt på tidningens bevakning under Ukrainakrisen 2014. Enligt Kragh och Åsberg hade journalister på Aftonbladet påverkats av Kremlvänliga krafter.
Några dagar efter att artikeln hade publicerats, riktade forskarna Jesper Enbom och Erik Lindenius (båda Umeå universitet) i podden Mediespanarna stark kritik mot rapportens slutsats att Aftonbladet Kultur skulle sprida rysk propaganda. Ulrika Hedman (doktorand vid Institutionen för journalistik, medier och kommunikation på Göteborgs universitet) ansåg att det ”Utifrån den teori, den bakgrund, den metod och det empiriska material som artikelförfattarna redovisar i sin artikel" inte gick att "dra de slutsatser som görs". Anders Mellbourn (tidigare chef för Utrikespolitiska institutet) menade att Martin Kraghs anklagelser var problematiska och tyckte att det måste kunna finnas olika uppfattningar i debatten.
Aftonbladets kulturchef Åsa Linderborg anklagade å sin sida Martin Kragh för att arbeta för den brittiska säkerhetstjänsten och för att utgöra en säkerhetsrisk. Linderborgs uppgifter hade ursprung i Kreml-lojala medier som RT och Sputnik, som också utpekats som bärare av påverkansinformation i Kraghs och Åsbergs rapport. Uppgifterna Linderborg använde sig av hade i Sverige spridits av bland andra Internationalen och journalisten verksam under pseudonymen Egor Putilov, som av Säpo anklagats för att ha band till den ryska underrättelsetjänsten.
Flera forskare och journalister, däribland Peter Pomerantsev, Kristian Gerner, Ulrika Knutson, Disa Håstad och Stig Fredriksson, menade att Aftonbladets kulturchef spred rysk desinformation, och att Aftonbladet genom sitt agerande allvarligt skadade svensk rysslandsforskning. Aftonbladets publiceringar kritiserades av jurister, däribland professor Mårten Schultz vid Stockholms universitet och Sveriges advokatsamfunds ordförande Anne Ramberg som bland annat hävdade att tidningens artiklar om Kragh utgjorde förtal och att Aftonbladets agerande skadade tilltron till journalistik.
Utrikespolitiska Institutets direktör Christer Ahlström avfärdade Aftonbladets påståenden om Kragh som helt grundlösa. Svenska Dagbladet skrev senare hur Kragh sedan 2017 drabbats av cyberattacker, mordhot och trakasserier, delvis kopplade till Ryssland, och Säpo har kommenterat att de är medvetna om Kraghs fall. Aftonbladet har senare avpublicerat en av sina artiklar om Kragh, även om de i övrigt försvarat Linderborgs publiceringar.
Den 2 december 2019 klandrades Aftonbladet av Pressens Opinionsnämnd för att "ha brutit mot god publicistisk" sed efter en serie publiceringar vända mot Kragh. Enligt pressombudsmannens granskning var Aftonbladets belägg "obefintliga."
I boken Putins troll (2019, svensk översättning 2022) av journalisten Jessikka Aro görs en genomgång av hur rysk påverkan ligger bakom narrativ och desinformation om Kragh som sedan spridits vidare av Aftonbladet Kultur.

### Familj och privatliv
Martin Kragh är sonson till nationalekonomen Börje Kragh. Han är även son till nationalekonomen Bo Kragh, som bland annat tjänstgjort som vice riksbankschef i Estland och var Handelsbankens företrädare i Moskva under 70-talet. Han är gift med Paulina Stoltz Kragh och tillsammans har de två döttrar. Familjen är bosatt i Midsommarkransen i Stockholm.
Kragh drabbades 2022 av bukspottkörtelcancer. 2024 återkom cancern.

## Utmärkelser
- 2023 – Kragh erhöll det Zibetska priset från Svenska Akademien.[51]
- 2023 – H.M. Konungens medalj i 8:e storleken i högblått band "för framstående historisk- och säkerhetspolitisk forskning".[52]
- 2023 – Kragh var en av fem finalister till 2023 års SNS-pris.[53]